# Rusty Smith
Rusty Smith (27 agosto 1979) è un ex pattinatore di short track statunitense.

## Biografia
Vinse due medaglie, entrambe di bronzo, nella sua carriera ai Giochi Olimpici.

## Palmarès

### Giochi olimpici invernali
- 2 medaglie:
  - 2 bronzi (500 m maschili a Salt Lake City 2002 e 5000 m staffetta a Torino 2006)

### Campionati mondiali
- 3 medaglie:
  - 1 oro (5000 m staffetta a Jeonju 2001)
  - 2 bronzi (1500 m a Montréal 2002; 5000 m staffetta a Minneapolis 2006)